# Werner Schoppe
Werner Schoppe (* 13. Dezember 1934; † 3. März 2019) war ein deutscher Fußballspieler. 1966/67 betrieb er in Böhlen (Sachsen) Zweitligafußball.

## Sportliche Laufbahn
Als 1966 die Betriebssportgemeinschaft Aktivist Böhlen Meister der Bezirksliga Leipzig wurde und anschließend in die zweitklassige DDR-Liga aufstieg, gehörte Werner Schoppe zum Spieleraufgebot der BSG. In der anschließenden DDR-Liga-Saison 1966/67 bestritt er dreizehn der 30 ausgetragenen Ligaspiele, in denen er in der Regel als halblinker Außenstürmer aufgeboten wurde. Nach nur einer Saison stieg Aktivist Böhlen wieder in die Bezirksliga ab.
Werner Schoppe wechselte daraufhin zur BSG Stahl Nordwest Leipzig, mit der er bis 1972 in er fünftklassigen Kreisklasse Leipzig spielte. Anschließend wechselte Schoppe zur BSG Chemie Zwenkau in die viertklassige Bezirksklasse Leipzig, wo er später seine Laufbahn als Fußballspieler beendete. 